# 19189 Stradivari
19189 Stradivari (1991 YE1) là một tiểu hành tinh vành đai chính được phát hiện ngày 28 tháng 12 năm 1991 bởi F. Borngen ở Tautenburg.